# 新社会党 (哥斯达黎加)

新社会党标志

新社会党（西班牙語：Nuevo Partido Socialista，缩写为）是哥斯达黎加的一个托洛茨基主义政党。该党成立于2012年，当时取名为社会主义工人党，分裂自战斗工人革命党；2014年，改用现名。该党在埃雷迪亚省注册，仅能参加省议会及以下层次选举。该党的意识形态是共产主义、马克思主义、托洛茨基主义。该党的政治立场是极左翼。该党的主席是Víctor Artavia，总书记是Deby Calderón。该党的青年翼是社会主义青年，学生翼是“停止！”。